# Olaf Stapledon
William Olaf Stapledon (n. 10 mai 1886, Wirral, Anglia, Regatul Unit al Marii Britanii și Irlandei – d. 6 septembrie 1950, Caldy⁠(d), Wirral, Anglia, Regatul Unit) a fost un filozof britanic și autor al câteva lucrări științifico-fantastice care au influențat domeniul: Primii și ultimii oameni (Last and First Men, 1930), Plăsmuitorii de stele (Star Makers, 1937).

### Ficțiune
- Last and First Men: A Story of the Near and Far Future (1930) (ISBN 1-85798-806-X)
- Last Men in London (1932) (ISBN 0-417-02750-8)
- Odd John: A Story Between Jest and Earnest (1935) (ISBN 0-413-32900-3)
- Star Maker (1937) (ISBN 0-8195-6692-6)
- Darkness and the Light (1942) (ISBN 0-88355-121-7)
- Old Man in New World (povestire, 1944)
- Sirius: A Fantasy of Love and Discord (1944) (ISBN 0-575-07057-9)
- Death into Life (1946)
- The Flames: A Fantasy (1947)
- A Man Divided (1950) (ISBN 0-19-503087-7)
- Four Encounters (1976) (ISBN 0-905220-01-3)
- Nebula Maker (proiect al Star Maker, 1976) (ISBN 0-905220-06-4)

### Non-fiction
- A Modern Theory of Ethics: A study of the Relations of Ethics and Psychology (1929)
- Waking World (1934)
- Saints and Revolutionaries (1939)
- New Hope for Britain (1939)
- Philosophy and Living, 2 volume (1939)
- Beyond the "Isms" (1942)
- Seven Pillars of Peace (1944)
- Youth and Tomorrow (1946)
- The Opening of the Eyes (ed. Agnes Z. Stapledon, 1954)

### Poezie
- Latter-Day Psalms (1914)

### Colecții
- Worlds of Wonder: Three Tales of Fantasy (1949)
- To the End of Time: the Best of Olaf Stapledon (ed. Basil Davenport, 1953) (ISBN 0-8398-2312-6)
- Far Future Calling: Uncollected Science Fiction and Fantasies of Olaf Stapledon (ed. Sam Moskowitz 1979 ISBN 1-880418-06-1)
- An Olaf Stapledon Reader (ed. Robert Crossley, 1997)

## Premii
- Cordwainer Smith Rediscovery Award, postum, în 2001